# James B. Duke Professor
Na Universidade Duke o título James B. Duke Professor é dado a um grupo restrito de professores com currículo extraordinário.

## Atuais James B. Duke Professors
- David Aers — inglês e teologia histórica[1]
- Hashim M. Al-Hashimi — bioquímica[2]
- Dan Ariely — economia comportamental[3]
- Robert Behringer — física[4]
- Vann Bennett — biologia celular, bioquímica, neurociência[5]
- Lorena Beese — bioquímica[6]
- Richard Brennan — bioquímica[7]
- Allen Buchanan — política pública[8]
- Linda Burton — sociologia[9]
- Blanche Capel — biologia celular[10]
- Marc Caron — biologia celular[11]
- Patrick J. Casey — farmacologia e biologia do cãncer[12]
- Bryan Cullen[13] — virologia[14]
- Bruce Donald — ciência da computação e bioquímica[15]
- Rick Durrett — matemática[16]
- Victor Dzau — medicina[17]
- Harold P. Erickson — biologia celular[2]
- Owen Flanagan — filosofia[18]
- Alan Enoch Gelfand — estatística e ciência da decisão[19]
- Joseph C. Greenfield — medicina[2]
- Mark B.N. Hansen — literatura, arte, história da arte e visual studies
- Joseph Heitman — genética molecular, microbiologia, patogênese microbial e micologia[20]
- Homme Hellinga — bioquímica[21]
- Karla Holloway — inglês, direito e estudos afro-americanos[22]
- Donald L. Horowitz — direito e ciência política[23]
- Jerry Hough — ciência política[24]
- Jack Keene - biologia do RNA[25]
- Garnett H. Kelsoe — imunologia[2]
- Robert Keohane — ciência política[26]
- Sally Kornbluth — farmacologia[27]
- Rachel Kranton — economia
- Robert Lefkowitz — bioquímica[28]
- Kam W. Leong — engenharia biomédica[29]
- Daniel J. Lew — farmacologia e biologia do câncer[2]
- Douglas Marchuk — genética e microbiologia[2]
- Paul L. Modrich — bioquímica[30]
- Toril Moi — literatura[31]
- Berndt Mueller — física[32]
- John R. Perfect — medicina[2]
- Kenneth D. Poss — biologia celular[2]
- Anne E. Pusey — antropologia evolucionária[33]
- Jane S. Richardson — bioquímica[34]
- Guillermo Sapiro, engenharia elétrica
- David G Schaeffer - matemática[35]
- David Smith, engenharia elétrica
- Ralph Snyderman — medicina[2]
- J. E. R. Staddon — psicologia[36]
- Steven Vogel — biologia[37]
- Warren S. Warren — química[38]
- Robert Winkler — teoria da decisão[39]
- Ingrid Daubechies — matemática

## James B. Duke Professors Emeriti
- Orrin H. Pilkey — ciências da terra[40]

## Former James B. Duke Professors
- Ralph J. Braibanti — ciência política[41]
- Louis J. Budd — literatura inglesa[42]
- Leonard Carlitz — matemática[43]
- John Shelton Curtiss — história
- Wallace Fowlie — literatura francesa ([carece de fontes?])
- John Hope Franklin — história[44]
- Craufurd Goodwin — economia[45]
- Allen C. Kelley — economia[46]
- Paul J. Kramer — biologia[47]
- Reynolds Price — literatura inglesa[48]
- Knut Schmidt-Nielsen — biologia[49]
- Joseph J. Spengler — economia[50]
- David R. Morrison — matemática
- Sarah H. Lisanby — medicina